# Comuna Obroșîne, Pustomîtî
Obroșîne (în ucraineană Оброшине) este o comună în raionul Pustomîtî, regiunea Liov, Ucraina, formată din satele Obroșîne (reședința) și Prîșleakî.

## Demografie
Componența lingvistică a comunei Obroșîne
     Ucraineană (99,17%)
     Alte limbi (0,76%)
Conform recensământului din 2001, majoritatea populației comunei Obroșîne era vorbitoare de ucraineană (99,17%), existând în minoritate și vorbitori de alte limbi.